# Beautiful Ones (Hurts)
Beautiful Ones è un singolo del gruppo musicale britannico Hurts, pubblicato il 21 aprile 2017 come primo estratto dal quarto album in studio Desire.

## Descrizione
Traccia d'apertura dell'album, il brano è stato definito dal duo «una celebrazione dell'individualità» ed esplora i temi di odio, amore, brutalità e bellezza.

## Video musicale
Il video, diretto da Tim Mattia, è stato reso disponibile il 21 aprile 2017 attraverso il canale Vevo del gruppo. Il video mostra il cantante Theo Hutchcraft nei panni di una drag queen vittima di brutale pestaggio omofobo.

## Tracce
Download digitale
1. Beautiful Ones – 3:01

Download digitale – versione acustica
1. Beautiful Ones (Acoustic) – 3:21